# 임각수
임각수(林各洙, 1947년 11월 13일 ~ )는 대한민국의 정치인이다. 괴산군수를 지냈다.
2014년 지역 외식업계 업체에게 뇌물수수를 받은 혐의로 징역 5년형 받고 법정 구속 수감된후 대법원에서 징역 5년과 벌금 1억원, 추징금 1억원이 최종 확정되어 군수직을 상실하였다. 또한 농지법 위반, 업무상배임 등 혐의에 대해서도 징역 8월에 집행유예 2년을 선고한 원심이 확정되어 직위상실하였다.

## 학력
- 외사초등학교 졸업
- 괴산중학교 졸업
- 괴산고등학교 졸업
- 국민대학교 행정학 학사

## 역대 선거 결과
|  | 61.87% |

|  | 59.75% |

|  | 49.28% |

## 참고 자료
- 엄재천. "막 오른 6.4 지방선거". 충북일보.